# Wilhelm Brekke
Wilhelm Brekke (24 febbraio 1887 – 17 maggio 1938) è stato un calciatore norvegese, di ruolo centrocampista.

## Carriera

### Club
Brekke vestì la maglia del Mercantile, con cui vinse un'edizione della Norgesmesterskapet (1907).

### Nazionale
Disputò una partita per la Norvegia, la prima della sua storia. Fu infatti titolare nella sconfitta per 11-3 contro la Svezia, in data 12 luglio 1908.

## Palmarès

### Club

#### Competizioni nazionali
- Coppa di Norvegia: 1

Mercantile: 1907